# Williamsburg (Kentucky)
Williamsburg – miasto w Stanach Zjednoczonych, w stanie Kentucky, w hrabstwie Whitley.